# KOJI (ミュージシャン)
KOJI（コージ、1973年4月12日 - 2022年4月15日）は、日本のミュージシャン。大阪府出身。La'cryma Christi・ALvinoのギタリスト。身長180cm。血液型はA型。既婚。

## 来歴
- 1991年、La'cryma Christiの前身バンドとなるSTRIPPE-D-LADYを結成。
- 1997年5月8日、La'cryma Christiのギタリストとしてシングル『Ivory trees』でメジャーデビュー。
- 2005年3月21日のライブを以って、La'cryma Christiを脱退。
  - 当時ソロ活動期にあったPIERROTの潤と共に楽曲制作開始、12月に元アマチュア・バンド「NIOI」の翔太と出会いALvino結成。
- 2006年12月6日、ALvinoとしての1st Single「snow line」を発表。
- 2008年、高見沢俊彦のシングル「月姫」のプロモーションビデオにギタリストとして登場。その後もライブやレコーディングのサポートを行う。
- 2009年10月24日、V-ROCK FESTIVAL '09にて「一夜限りの」再結成によりLa'cryma Christiに復帰。同日、2010年のLa'cryma Christiツアー開催を発表。
- 2018年、元MASCHERAのMICHIとのユニットALICE IN MENSWEARを結成。
- 2020年7月13日、食道がんであることを公表[1]。9月19日、手術を受けて成功したことを報告[2]。
- 2022年2月22日、ALICE IN MENSWEARの公式サイトでその時点での病状を公表。2021年時点でがんが再発、既に他臓器にも転移しており抗がん剤の効果が薄く放射線治療で脳と胸膜の転移箇所の進行を阻止できている厳しいものであることを明らかにした。
- 2022年4月15日、食道がんのため死去[3][4]。49歳没。

## 人物・影響
- 好きなアーティストはヴァン・ヘイレン[5]。また、高見沢俊彦の作った小泉今日子の曲とHOUND DOGをきっかけにして音楽に興味を持ち、デイヴ・リー・ロス・バンドとLOUDNESSがきっかけでギターを始めたという。
- 影響を受けたギタリストにスティーヴ・ヴァイ、エクストリームのヌーノ・ベッテンコートを挙げていた。
- La'cryma Christi最大のヒットシングルで自身が作曲した未来航路には思い入れがあるのか、脱退後のソロ活動中もセットリストに入れてプレイしていた。
- La'cryma Christi脱退後はジャズに傾倒していた時期もあった。
- 未来航路、Without you、永遠、Lime rainといった90年代のLa'cryma Christiのポップなヒットシングルの作曲者である。
- 趣味はパソコン、カメラ。
- 子供の有無については長らく公表していなかったが、2024年4月12日にかつてのツインギターの相方であるHIROがKOJIとのジョイントライブと銘打って開催したSHIBUYA PLEASURE PLEASUREでのライブ「KOJI & HIRO Joint Live 2024」にて、息子のKAZUKIがゲストギタリストとして登場した。

## 著書
ラクリマクリスティーKOJIのフロッピー買ってください!!  （2002/3/12）